# Futebol de Sergipe
O futebol de Sergipe é dirigido pela Federação Sergipana de Futebol. A sua principal competição profissional é o Campeonato Sergipano de Futebol.
Os principais clubes do futebol sergipano são o Sergipe e o Confiança, clubes da cidade de Aracaju, aqueles com mais títulos sergipanos em seu cartel, 37 e 23 conquistas até 2024,  respectivamente.
O terceiro maior vencedor de Sergipe é a Associação Olímpica de Itabaiana, que já conquistou o Campeonato Sergipano por 11 vezes (o último  em 2023), despontando assim como a maior força do interior do Estado. 
Ademais, o Itabaiana é o clube que conquistou um grande título para a história do futebol sergipano: a Copa do Nordeste de Futebol de 1971, título não reconhecido pela Liga de Futebol do Nordeste. Em 1971, a Série B do Campeonato Brasileiro foi dividida por regiões e na Região Nordeste o Itabaiana ficou em primeiro lugar. Cabe lembrar que os clubes de Recife, Salvador e Fortaleza estavam disputando a Série A do Brasileirão.￼

## Outros clubes
Dentre os clubes com tradição e história que hoje tentam novamente, sem sucesso até o momento, retornar à elite do futebol sergipano estão: o Esporte Clube Propriá, o Cotinguiba Esporte Clube e o Centro Sportivo Maruinense.
Atualmente, o futebol de Sergipe passa por processo de renovação, mediante a ascensão de clubes que não tinham até então nenhuma tradição. Trata-se das recentes conquistas de títulos e bons resultados do São Domingos Futebol Clube e principalmente da Sociedade Esportiva River Plate não só a nível local mas também ganhando visibilidade a nível nacional.

## Ídolos
Os maiores ídolos sergipanos constando em atividade no futebol profissional são:
- O goleiro-artilheiro Márcio Luiz Silva Lopes Santos Souza do Atlético Clube Goianiense que disputa a Série A do Campeonato Brasileiro. Márcio, que é amplamente admirado em Goiás, é visto como sucessor do arqueiro Rogério Ceni por suas habilidades especiais, mais especificadamente a cobrança de falta e cobrança de pênaltis. É dessa forma que esse aracajuano vem conquistando cada vez mais adeptos em todo o estado de Sergipe para o seu time de coração, o Atlético Goianiense.
- Os meninos da vila em clara referência aos jovens atletas sergipanos que despontam e se destacam no time profissional do Santos Futebol Clube, dentre eles os atacantes Victor Andrade e Geuvânio.
- E, por fim, o lagartense Diego Costa, ídolo internacionalmente conhecido como atacante goleador do Club Atlético de Madrid.
- William Tiego uma das vítimas do acidente da chapecoense que estava no voo da Lamia que venceu a copa sul americana post morten

## História
Assim como em vários outros estados brasileiros, os primeiros clubes de futebol de Sergipe foram, inicialmente, dedicados a esportes náuticos como o Remo. O Cotinguiba Esporte Clube e o Club Sportivo Sergipe foram os pioneiros.

### Os pioneiros
Oficialmente tudo começou em 1918 com a fundação da primeira entidade organizada. Antes, nas inúmeras tentativos para a difusão do futebol em Sergipe, muitos pioneiros idealistas perpetuaram seus nomes na história do futebol sergipano, fruto da abnegação pela causa que abraçaram.
Há um século esses heróis suportaram o descrédito e a ignorância de uma época em que as pessoas viviam arraigadas de preconceitos. Muitos sucumbiram no meio do caminho, vencidos pelos inúmeros obstáculos na implantação do futebol, esporte considerado "para vagabundos"! Um desses pioneiros foi o major Crispim Ferreira, do 26° Batalhão de Infantaria, sediada em Aracaju.
Foi ele quem organizou a primeira demonstração pública do futebol em Aracaju, em setembro de 1907, na praça General Valadão. Incansável na sua luta para difundir o "esporte bretão" na capital sergipana, Crispim Ferreira continuou por algum temo arregimentando soldados e recrutas daquela guarnição militar para praticar o futebol no improvisado campo da praça Valadão - que ficava defronte do Quartel.

### O primeiro clube
Mas, em 1909, um moço nascido em Lagarto, que residiu durante três anos em Salvador, voltava para Aracaju com a firme ideia de fundar um clube para a prática do futebol. Era Mario Lins de Carvalho, um garoto de 17 anos de idade. Convidou para a "árdua missão" o amigo Carlos Baptista Bittencourt e, ambos passaram a procurar adeptos para a fundação do primeiro clube de futebol em Aracaju.
Após meses, uns grupos de rapazes reuniram-se na casa de Bittencourt - na rua de Maruim - e fundavam o "Sport Club Lux", cujo nome foi logo mudado para "Club do Football Sergipano". Suas cores eram vermelha e branca. Para a sede foi escolhida a residência de um dos fundadores, João Rocha, situada à rua Laranjeiras 123. O local escolhido para os treinos, foi a Praça do Palácio (atual Fausto Cardoso).

### A Federação
A Federação Sergipana de Futebol foi fundada em 10(dez) de novembro de 1926, com a denominação de Liga Sergipana de Esportes Atléticos. A partir de 10 de novembro de 1941 denominada Federação Sergipana de Desportos, e por decisão da Assembleia Geral Extraordinária realizada em 20 de janeiro de 1976, Federação Sergipana de Futebol.

### Campeonatos e ligas
O primeiro campeonato de futebol em Sergipe foi realizado em 1918. A disputa, organizada pela "Liga Desportiva Sergipana", teve 4 equipes: Cotinguiba, 41° Batalhão FC, Sergipe e Industrial. O Continguiba sagrou-se campeão, vencendo o Sergipe por 2x0 no jogo final. Em 1919 não houve campeonato.
De 1920 a 1948 os jogos tiveram como palco o "Adolpho Rolemberg", considerado um dos melhores estádios do norte nordeste, segundo os jornais da época. Em 1927 foi organizada uma nova entidade, a "Liga Sergipana de Esportes Atléticos", com apenas 3 clubes filiados: Associação Atlética, América e Palmeiras, enquanto a Liga Desportiva Sergipana tinha 4 clubes filiados: Sergipe, Brasil, Cotinguiba e Aracaju. Em 1928 a Liga Sergipana de Esportes Atléticos passou a comandar completamente o futebol sergipano, com a dissolução da Liga Desportiva Sergipana, e a consequente filiação de seus clubes à Liga recém-criada.
E em 1931 mais 8 clubes filiaram-se à LSEA (Vasco, Guarani, Paulistano, Palestra, Vitório, Siqueira Campos, 13 de Julho e ETEA).
A partir de 1936, o campeonato sergipano passou a contar com clubes do interior, sendo o primeiro o Ipiranga, da cidade de Maruim. Em 1939 foi organizado o campeonato com a "Divisão do Interior", composta por 4 clubes filiados (Ipiranga, Riachuelo, Socialista e Laranjeiras), e a "Divisão da Capital". O Ipiranga foi o campeão do interior e o Sergipe foi o campeão da capital. Na disputa em "melhor de 3 partidas" entre os dois, o Sergipe sagrou-se campeão absoluto de 1939, com dois gols na prorrogação do jogo decisivo. Entretanto o Ipiranga entrou com recurso na Liga contra o Sergipe, que incluiu o jogador Renato Vieira, inscrito na Liga Paulista. Consultada, esta confirmou por ofício a denúncia do clube maruinense. Desta forma, a LSEA proclamou o Ipiranga "Campeão do Estado de Sergipe" de 1939. Esta forma de disputa perdurou até 1958.
Em 1959 o campeonato foi realizado por zonas: Leste (capital), Norte, Sul e Centro. Os cinco melhores da capital juntaram-se aos campeões das zonas do interior e realizaram, em 2 turnos, o Campeonato Sergipano. Em 1960 foi instituído o regime misto-profissional, sendo realizado o primeiro campeonato de profissionais naquele ano.
Em 1970 começou a "Era do Batistão", inaugurado em Junho de 1969, com capacidade para 25.000 pessoas. Na década de 70 a média de púbico pagante no Batistão era de 8.000 pessoas.
No campeonato de 1980 foi instituído o Acesso e Descenso.

## Posição dos clubes no ranking da CBF
Ranking atualizado em 8 de dezembro e divulgado em 8 de dezembro de 2014